# Rybalskyj most
Rybalskyj most (ukrajinsky Рибальський міст) je uzavřený a částečně demontovaný most přes přístav na Dněpru v Kyjevské oblasti v Kyjevě na Ukrajině. Otevřen byl 23. září 1963. Most zajišťoval až do 90. let silniční spojení a do roku 2009 pěší spojení Podilu a Rybalského ostrova. V 90. letech byl uzavřen pro automobilovou dopravu kvůli havarijnímu stavu a plánovanému Podilskému mostu a 2. února 2009 úplně. Od roku 2011 probíhá postupná demontáž.
Byl to první lanový most na světě se železobetonovým výztužným nosníkem. Byl postaven podle nábrhu institutu Ukrprojektstalkonstruktioncja. Autory projektu jsou inženýři A. Holdštejn, V. Kyrijenko a N. Sokolova. Celková délka mostu je 474,3 metrů (z toho levobřežní estakáda měří 82,3 metrů, část nad vodou 275,7 metrů a pravobřežní estakáda 116,3 metrů). Část mostu nad vodou je třípolová spojitá lanová konstrukce, která je symetrická vzhledem ke dvěma železobetonovým pylonům o výšce 42 metrů s radiálním uspořádáním ocelových lan o průměru 55 a 72 mm. Pojezd je tvořen železobetonovými prvky tvaru T o šířce 1,5 m, které spočívají na vnitřních stěnách hlavních nosníků.
Během testů mostu před jeho otevřením bylo na most umístěno asi 400 různých senzorů. Zkoušky probíhaly podle speciálního programu, protože most byl experimentální a ve světové praxi mostního stavitelství unikátní. Ke zkouškám bylo použito 12 nákladních vozů MAZ o hmotnosti 13 tun.
Pro své architektonické a konstrukční parametry to byla cenná památka 60. let 20. století. Na začátku 90. let se začal projevovat kritický stav mostu; praskliny a trhliny na lanech a samotné mostovce. V 90. letech byl most uzavřen pro automobilovou dopravu a od té doby až do 2. února 2009 sloužil výhradně pro pěší pohyb.
V květnu 2020 byly z mostu přestřiženy kabely a zahájen aktivní proces demontáže havarijních konstrukcí mostu. Později byly pod most instalovány ocelové podpěry, které zajistí, aby most nezkolaboval před dokončením demontáže.

## Galerie

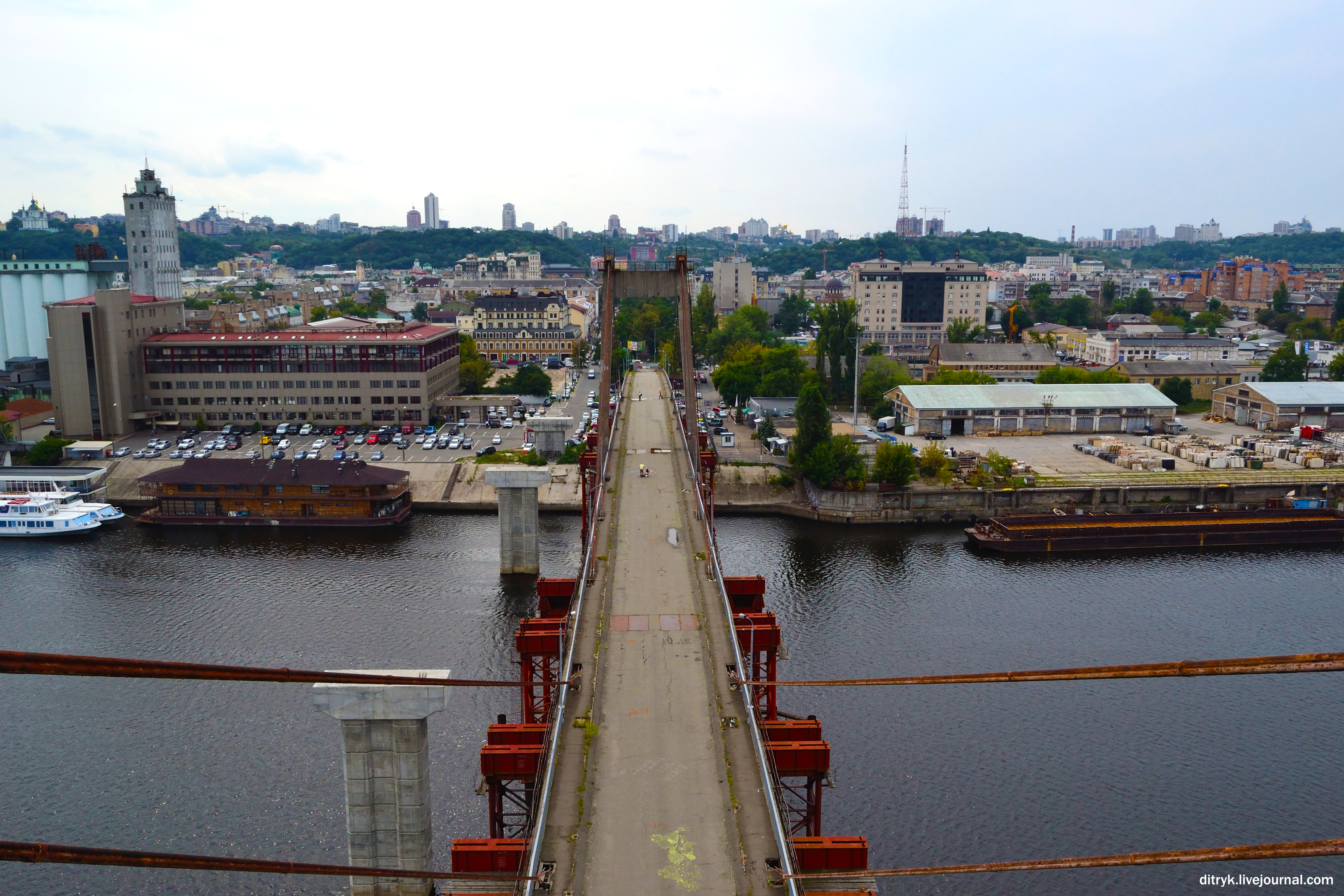
Most po uzavření a instalaci podpěr
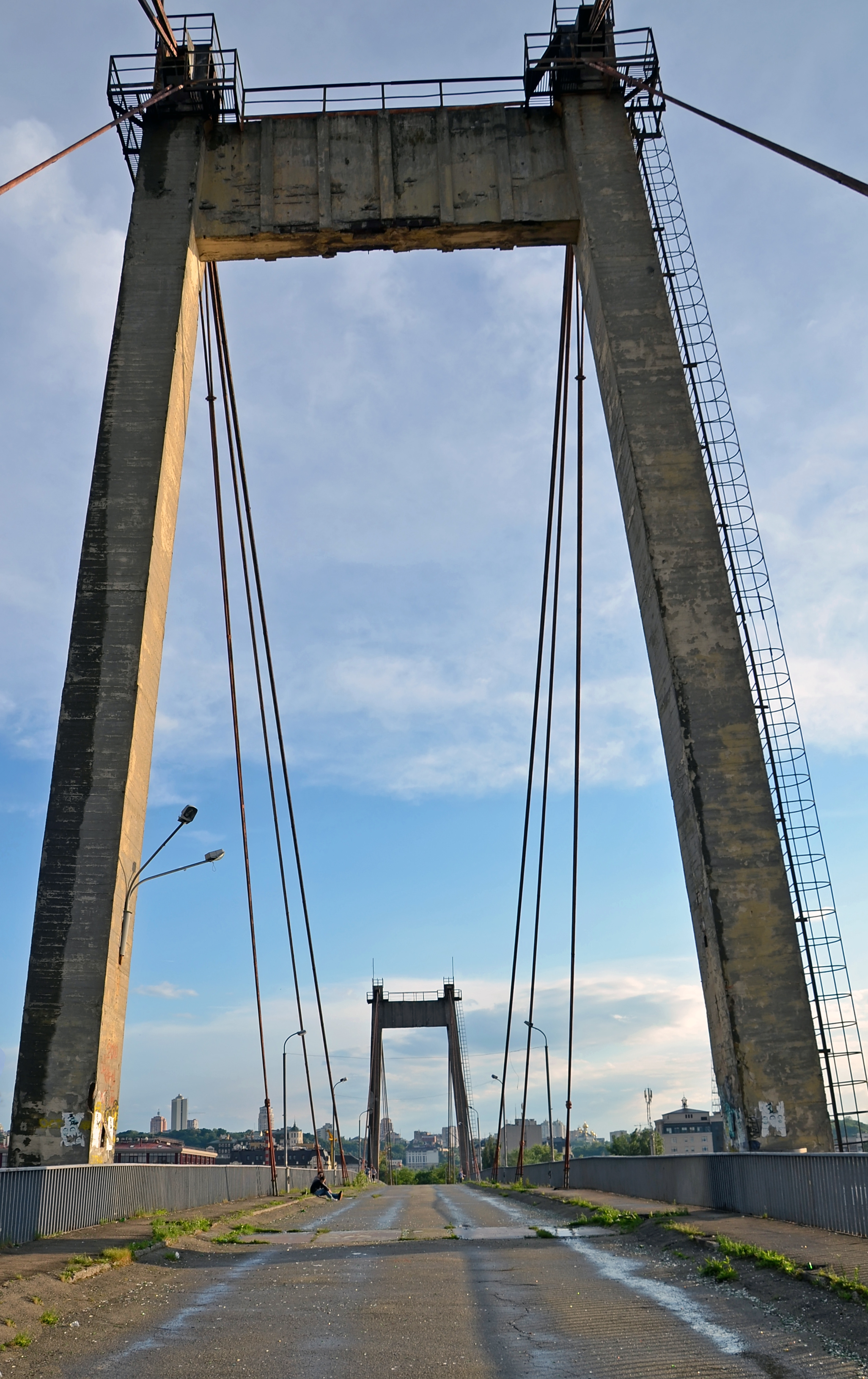
Pylon mostu
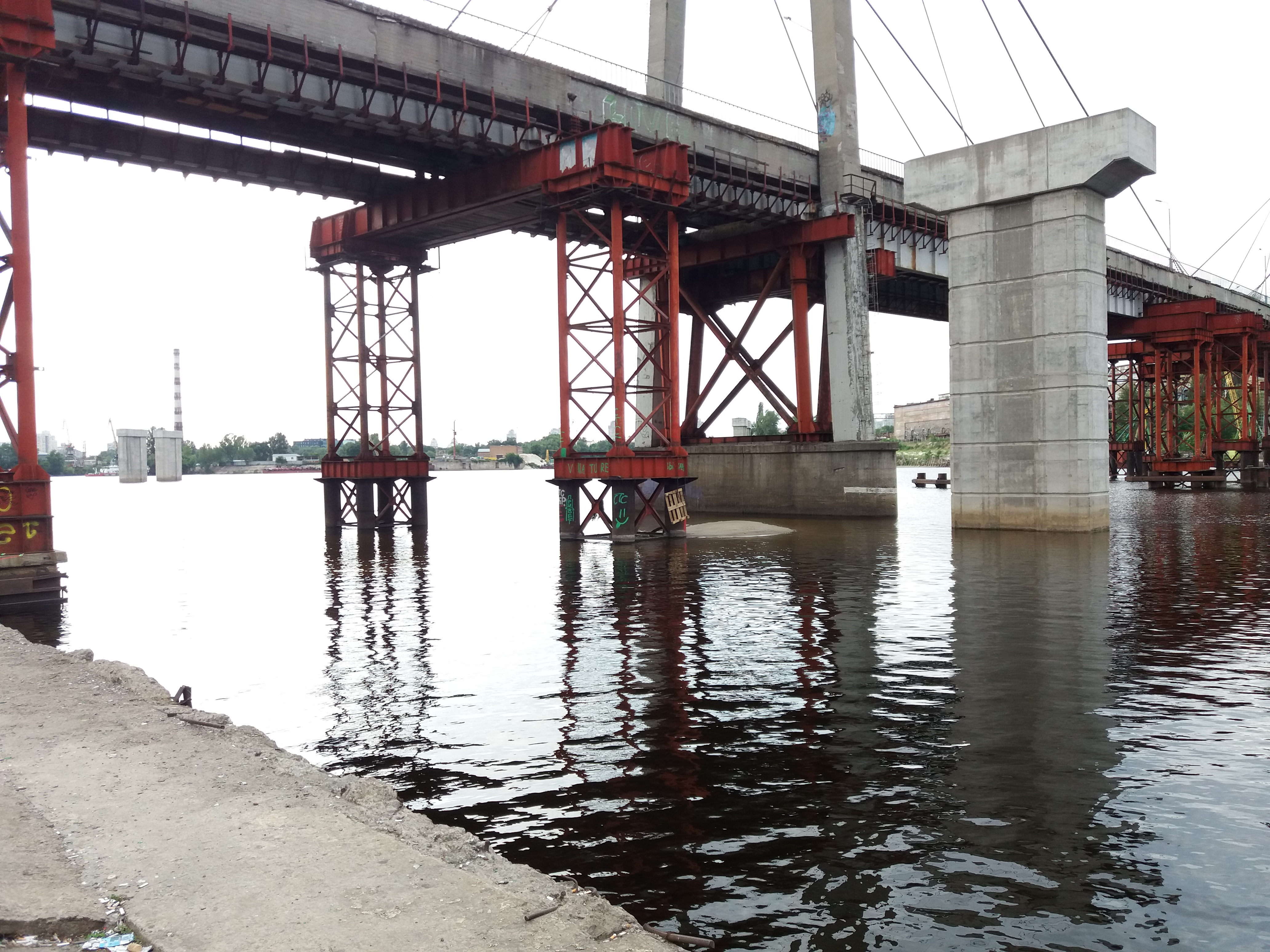
Podpěry mostu s viditelným sloupem připraveným pro nový most